# محمدخان شرف‌الدین اوغلی
محمدخان شرف‌الدین اوغلی یا محمدخان شرف‌الدین اوغلو تکلو از سران و امرای قزلباش طایفه تکلو  در عصر شاه اسماعیل اول و شاه طهماسب بود. وی هنگامی که حاکم هرات بود للگی محمد میرزا را بر عهده داشت. وی پدر قزاق‌خان تکلو بود وی و  پسرش به دستور شاه طهماسب (پشت سر هم) حاکم خراسان به مرکزیت هرات شدند. مسیب‌خان مسیب تکلو فرزند محمدخان شرف‌الدین اوغلی بود. وی در مقطعی حاکم بغداد نیز بود.